# Edward Sheldon
Edward Sheldon (Chicago, 4 februari 1886 – New York, 1 april 1946 was een Amerikaans toneelschrijver. Zijn oeuvre omvat onder meer Salvation Nell (1908) en Romance (1913), dat verfilmd werd met Greta Garbo in de hoofdrol.